# Inmigración española en Puerto Rico

Bandera de España.

Bandera de Puerto Rico.

La Inmigración española en Puerto Rico surge desde la época colonial en la isla, descubierta por Cristóbal Colón en 1493 al servicio de España y colonizada después cuando los conquistadores españoles junto a Juan Ponce de León y Figueroa se instalaron. 
Además formó parte del Virreinato de la Nueva España y la Capitanía General de Cuba. 
Los españoles que vinieron a la isla, procedían de diferentes regiones de España como Asturias, Andalucía, Cataluña, Galicia, así también de las Islas Baleares y las Islas Canarias, este último (Canarias) es donde los habitantes tienen mucha relación debido a la fuerte emigración canaria a la isla en tiempos coloniales. 
Actualmente, los blancos del país también tienen rasgos de mestizaje, es decir que también que bajo pruebas genéticas llevarían varios porcentajes de sangre taína, y guanche (aborigen canario), así también del África subsahariana.

## Primer asentamiento
El primer asentamiento español, Caparra, fue fundado el 8 de agosto de 1508 por Juan Ponce de León y Figueroa, un teniente de Cristóbal Colón que más tarde se convirtió en el primer gobernador de la isla. [5] 
Al año siguiente, el asentamiento se abandonó a favor de un islote cercano en la costa, llamado Boriquén por los taínos debido a los cangrejos o cangrejales existentes, que tenía un puerto adecuado. En 1511, se estableció un segundo asentamiento, San Germán, en la parte suroeste de la isla. 
Durante la década de 1520, la isla tomó el nombre de Puerto Rico, mientras que el puerto se convirtió en San Juan.

## Las olas de migración 1500-1898

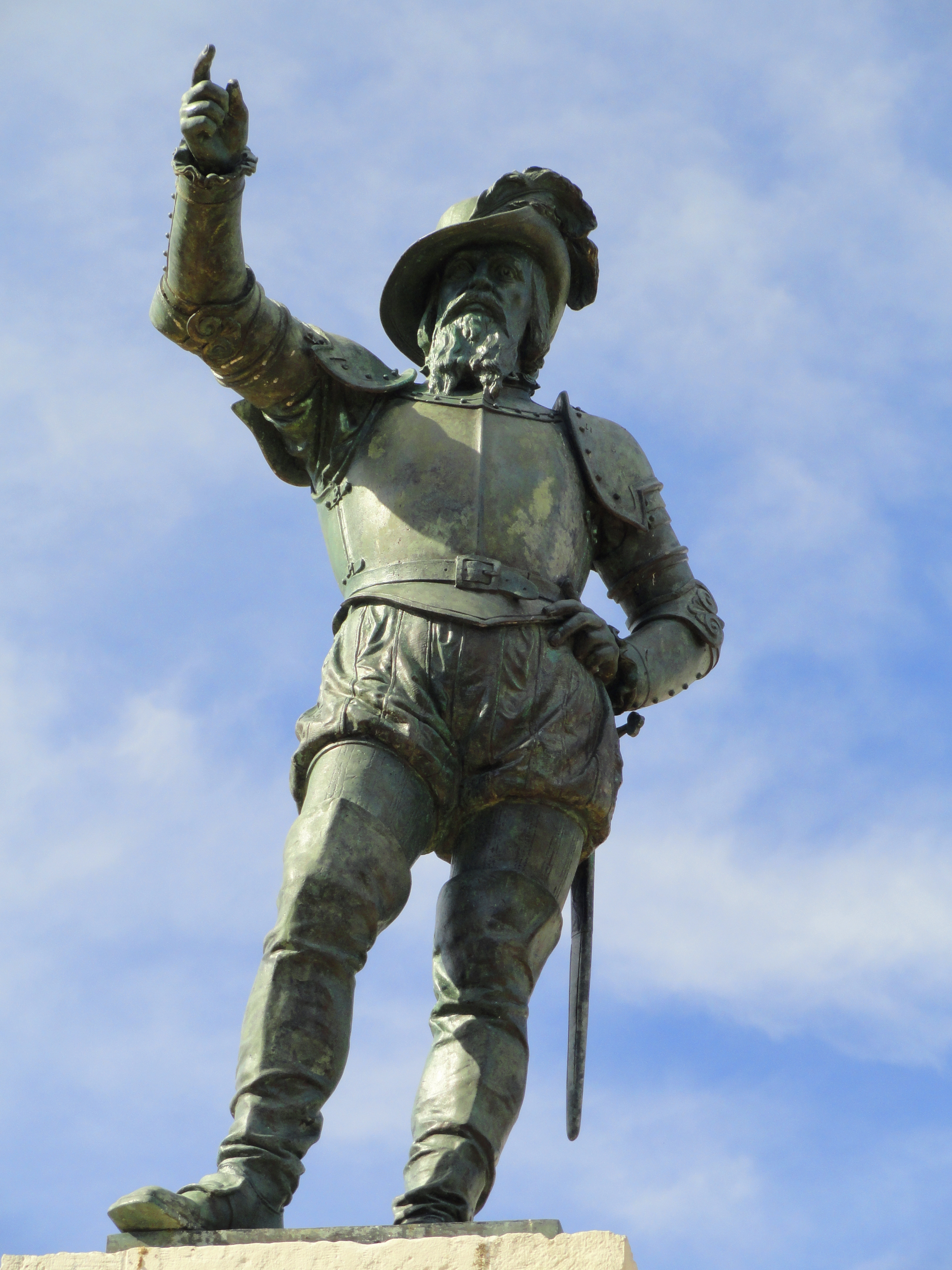
Estatua de bronce del explorador y conquistador Juan Ponce de León y Figueroa en la plaza de San José, San Juan de Puerto Rico.

Desde el inicio de la conquista de Puerto Rico, los castellanos gobernaron la vida religiosa (catolicismo romano) y política. Algunos llegaron a la isla por unos pocos años y luego regresaron a España. Sin embargo, muchos se quedaron.
Entre las familias fundadoras de Puerto Rico estaban la familia castellana de Ponce de León. 
Su casa fue construida en 1521 por Juan Ponce de León y Figueroa, pero murió en el mismo año, dejando "La Casa Blanca" a su joven hijo Luis Ponce de León. La estructura original no duró mucho. Dos años después de su construcción, un huracán la destruyó y fue reconstruida por el yerno de Ponce de León, Juan García Troche, casado con su hija Juana y padre de Juan Troche Ponce de León, el primer nativo en ser nombrado gobernador interino de Puerto Rico en 1579.
La herencia española de los puertorriqueños proviene de las numerosas regiones de España (incluidos canarios, asturianos, catalanes, mallorquines, gallegos, castellanos, andaluces y vascos).

## Migración canaria
La primera ola de migración canaria a Puerto Rico parece ser en 1695, seguida de otras en 1714, 1720, 1731 y 1797. No se conoce el número de canarios que emigraron a Puerto Rico en los primeros tres siglos del gobierno ibérico. 
Grado de precisión
Aun así, la Dra. Estela Cifre de Loubriel y otros académicos de la migración canaria a América, como el Dr. Manuel González Hernández de la Universidad de La Laguna, Tenerife, están de acuerdo en que formaron la mayor parte del Jíbaro, o población campesina blanca del interior montañoso de la isla. [10]
Los isleños aumentaron su tráfico comercial e inmigración a las dos provincias españolas restantes en América, Puerto Rico y Cuba. Incluso después de la guerra hispanoamericana de 1898, la inmigración canaria a las Américas continuó. Las sucesivas oleadas de inmigración canaria continuaron llegando a Puerto Rico, donde se fundaron pueblos enteros por parte de isleños reubicados. [11] 
En la década de 1860, la inmigración canaria a los Estados Unidos tuvo lugar a una tasa de más de 2000 por año, en un momento en que la población total de las islas era de 237 036.